# Guerre borgognone

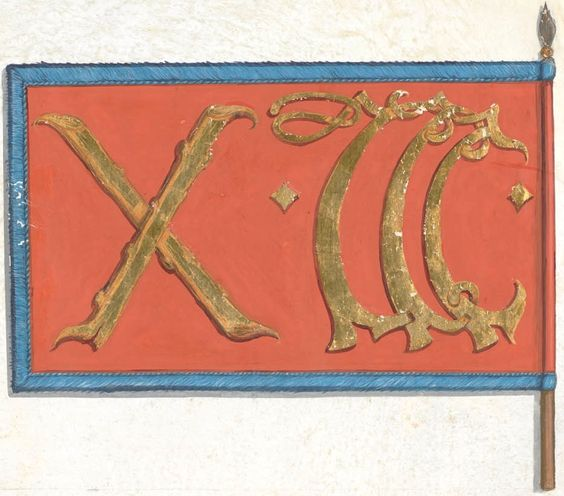
Insegna catturata dagli svizzeri

Le guerre borgognone furono un conflitto tra il duca di Borgogna e la dinastia dei Valois, sovrani francesi, in cui la Confederazione svizzera fu coinvolta e giocò un ruolo decisivo. La guerra vera e propria scoppiò nel 1474 e negli anni successivi il duca di Borgogna, Carlo I detto il Temerario, fu sconfitto tre volte sul campo di battaglia ed ucciso nella battaglia di Nancy. 

Il ducato di Borgogna ed altri territori ad esso appartenenti divennero parte del regno di Francia, mentre i possedimenti borgognoni nei Paesi Bassi e nella Franca Contea furono ereditati dalla figlia di Carlo I ed alla fine trasmessi alla casata degli Asburgo.

## La situazione generale
I sovrani borgognoni riuscirono per più di un secolo ad imporsi quali terza forza tra il Sacro Romano Impero e la Francia. I loro domini includevano, oltre ai territori natii della Franca Contea, le importanti regioni economiche delle Fiandre e del Brabante ed il Lussemburgo.
I duchi di Borgogna in genere perseguirono una politica espansionistica aggressiva, specialmente in Alsazia ed in Lorena, cercando di unificare i possedimenti del nord con quelli meridionali. Già in conflitto con il monarca francese (la Borgogna parteggiò per l'Inghilterra durante la Guerra dei Cent'anni), i progressi di Carlo I lungo il Reno lo posero in dissidio con gli Asburgo, in specie con l'imperatore Federico III d'Asburgo.

## Il conflitto

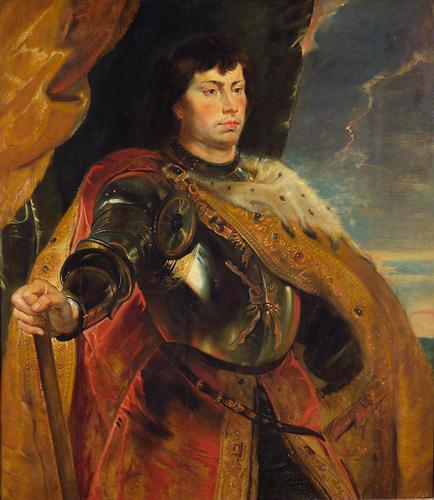
Peter Paul Rubens
Carlo I di Borgogna
Vienna, Kunsthistorisches Museum

Dapprima, nel 1469, il duca Sigismondo d'Austria destinò i suoi domini in Alsazia al duca di Borgogna come riconoscimento per averli ben protetti contro l'espansione degli svizzeri. Il coinvolgimento del Temerario ad ovest del Reno non lo spinse ad attaccare la confederazione, come voleva Sigismondo, ma la sua politica di embargo contro le città di Basilea, Strasburgo e Mulhouse, diretta dal suo magistrato Peter von Hagenbach, spinse le predette a rivolgersi a Berna per ricevere aiuto. La strategia espansionistica di Carlo subì un primo arresto allorquando l'attacco all'arcivescovato di Colonia fallì, dopo il rovinoso assedio di Neuss (1473 – 1474).
In un secondo momento, Sigismondo cercò di raggiungere un accordo di pace con la confederazione svizzera, che alla fine fu firmato a Costanza nel 1474. Il duca d'Asburgo voleva ricomprare i domini alsaziani da Carlo I, il quale rifiutò. Subito dopo, von Hagenbach fu catturato e decapitato in Alsazia. La Vecchia Confederazione, le città alsaziane ed il duca Sigismondo si unirono in una "lega anti-borgognona", conquistando parte del Giura borgognone (Franca Contea) grazie alla Battaglia di Héricourt, nel novembre del 1474.
L'anno successivo, le forze bernesi conquistarono e saccheggiarono la Baronia del Vaud, che apparteneva a Giacomo di Savoia Romont a sua volta alleato con Carlo il Temerario. Nell'Alto Vallese, le sette decanie indipendenti cacciarono i savoiardi dalla parte bassa con l'aiuto di Berna e delle altre forze confederate, dopo la vittoria nella battaglia di La Planta del novembre 1475. Carlo I organizzò una rappresaglia e marciò su Grandson. Nonostante la resa della città davanti all'invasore, Carlo impiccò la guarnigione svizzera (composta di 412 uomini) posta a difesa della città. Berna convinse allora gli altri Confederati ad intervenire militarmente e i due eserciti si fronteggiarono il 2 marzo 1476 nella battaglia di Grandson. I confederati, in inferiorità numerica e messi di fronte alla potente artiglieria nemica, riuscirono a vincere approfittando di una sfortunata serie di disguidi tra le forze del Temerario che dovette lasciare il campo abbandonando, oltre a numerosi cannoni, parte del tesoro ducale.
Il Duca di Borgogna, riparando verso Losanna, organizzò un nuovo esercito (stimato in 15-30'000 mercenari) con lo scopo di conquistare la città di Berna. Arrivati in prossimità di Morat (nel territorio dell'attuale canton Friburgo) Carlo il Temerario pose in assedio la città (difesa da circa 1'500 soldati bernesi e friburghesi) che resistette comunque sino all'arrivo delle truppe confederate (aiutate anche da un gran numero di soldati alsaziani e cavalieri di Lorena) rinvigorite dall'invio di un nutrito contingente zurighese (neutrale nei precedenti scontri). L'assedio viene rotto ed il Duca di Borgogna fu costretto a ritirarsi subendo una pesantissima sconfitta. I suoi alleati Savoia stipularono perciò la Pace di Friburgo e si ritirarono dal conflitto.
La notizia della sconfitta indusse diverse città della Lorena (soggetta a Carlo il Temerario) a ribellarsi e a formare un grosso esercito, guidato da Renato II, per assediare Carlo il Temerario a Nancy. In quell'occasione i cantoni svizzeri preferirono non intervenire direttamente, ma misero a disposizione dei loro alleati un contingente di 9000 soldati. La battaglia, seppur durissima, volse quasi immediatamente a favore di Renato II ed il Duca di Borgogna, accerchiato dagli alabardieri svizzeri, venne ucciso sul campo.
Un adagio tradizionale recita:
A Grandson Carlo perse le ricchezze,
a Morat perse l'onore,
a Nancy perse la testa.

## Conseguenze

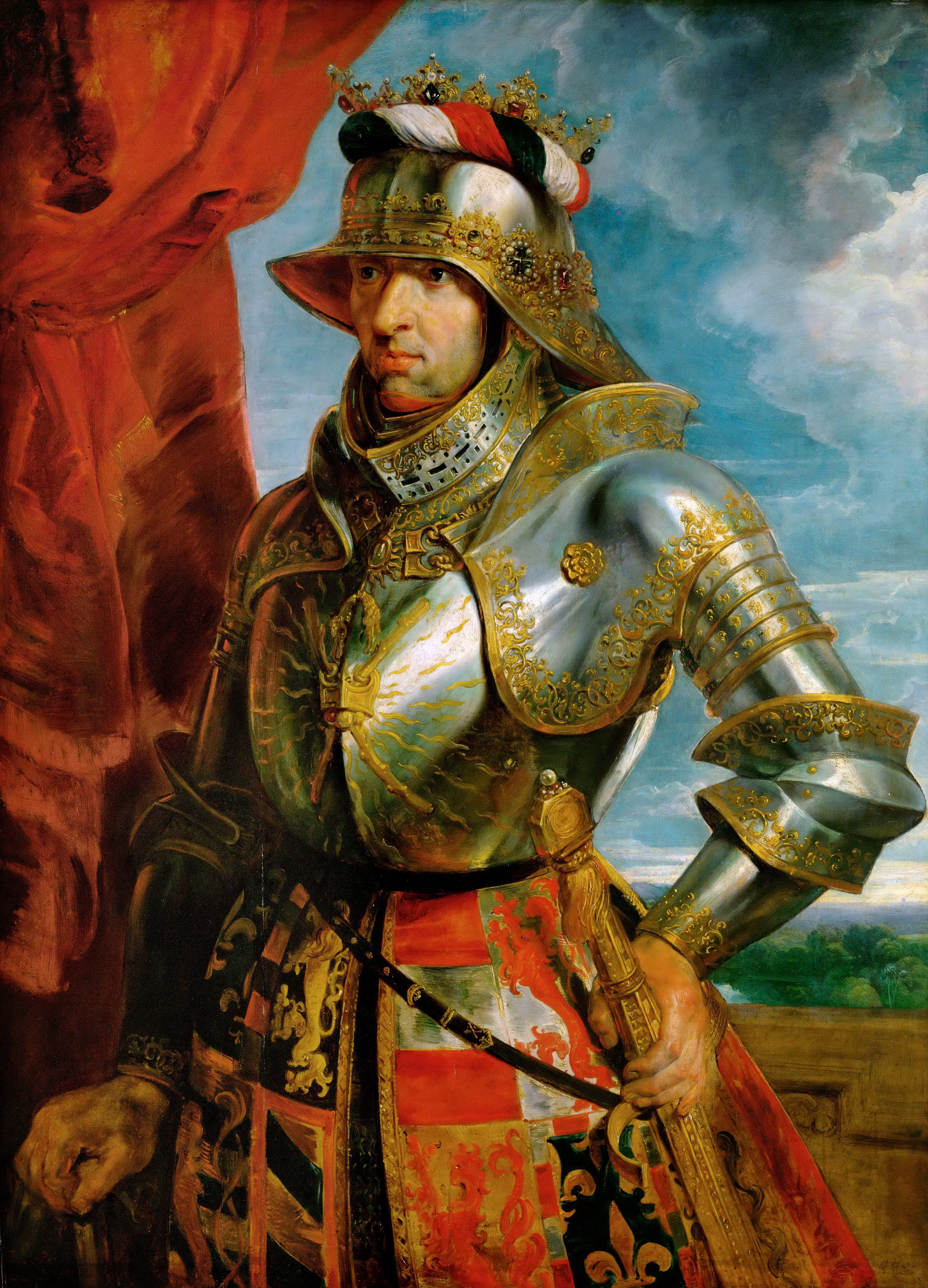
Peter Paul Rubens
Massimiliano I d'Asburgo
Vienna, Kunsthistorisches Museum

Con la morte del Temerario, la dinastia dei duchi borgognoni si estinse. 

La Borgogna divenne parte del regno di Francia di Luigi XI.
I territori fiamminghi di Borgogna divennero possesso degli Asburgo quando l'allora arciduca Massimiliano d’Austria (che successivamente sarebbe divenuto imperatore del Sacro Romano Impero) sposò Maria di Borgogna, unica figlia ed erede di Carlo I.
Anche la Franca Contea da principio passò sotto il dominio francese fino a quando, nel 1493, fu ceduta da Carlo VIII a Filippo I di Castiglia, figlio di Massimiliano, nell'ambito del trattato di Senlis; ciò nel tentativo d'indurre l'imperatore asburgico a rimanere neutrale durante la guerra in Italia progettata dal sovrano francese.
La Svizzera non ottenne particolari vantaggi territoriali, ma la vittoria dei confederati su una delle più potenti forze militari d'Europa li fece assurgere ad una fama di quasi invincibilità e le guerre borgognone segnarono l'aumento di prestigio dei mercenari svizzeri sui campi di battaglia europei.